# Луп
Вижте пояснителната страница за други значения на Луп.
Окръг Луп (на английски: Loup County) е окръг в щата Небраска, Съединени американски щати. Площта му е 1479 km², а населението - 712 души (2000). Административен център е град Тейлър.